# 圣莫里斯-克里亚
圣莫里斯-克里亚（法語：Saint-Maurice-Crillat，法語發音：[sɛ̃ moʁis kʁija]）是法国汝拉省的一个市镇，位于该省中部偏东南，属于圣克洛德区。该市镇于1972年由原市镇圣莫里斯（Saint-Maurice）和克里亚（Crillat）合并而成。

## 地理
圣莫里斯-克里亚（46°34'11"N, 5°49'57"E）面积20.79 平方千米，位于法国勃艮第-弗朗什-孔泰大區汝拉省，该省份为法国东部内陆省份，北起上索恩省，西北接科多尔省，西临索恩-卢瓦尔省，南至安省，东与杜省和瑞士接壤。
与圣莫里斯-克里亚接壤的市镇（或旧市镇、城区）包括：邦略、沙泰勒德茹、拉绍迪东比耶、科尼亞、拉弗拉内、圣皮埃尔、格朗德里维耶尔堡、楠谢。

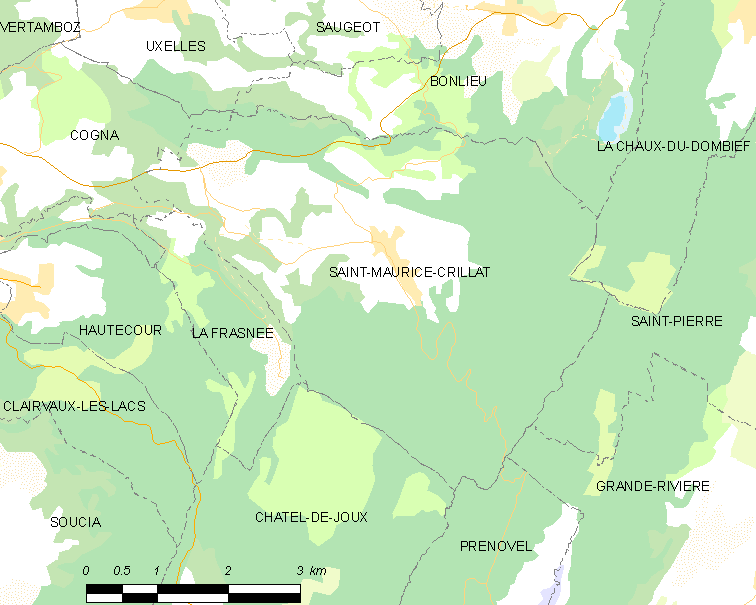
圣莫里斯-克里亚的OSM定位图

圣莫里斯-克里亚的时区为UTC+01:00、UTC+02:00（夏令时）。

## 行政
圣莫里斯-克里亚的邮政编码为39130，INSEE市镇编码为39493。

## 政治
圣莫里斯-克里亚所属的省级选区为圣洛朗昂格朗沃县。

## 人口

1962-2008年间圣莫里斯-克里亚人口变化图示

圣莫里斯-克里亚于2022年1月1日时的人口数量为242人。